# Jānis Vanags

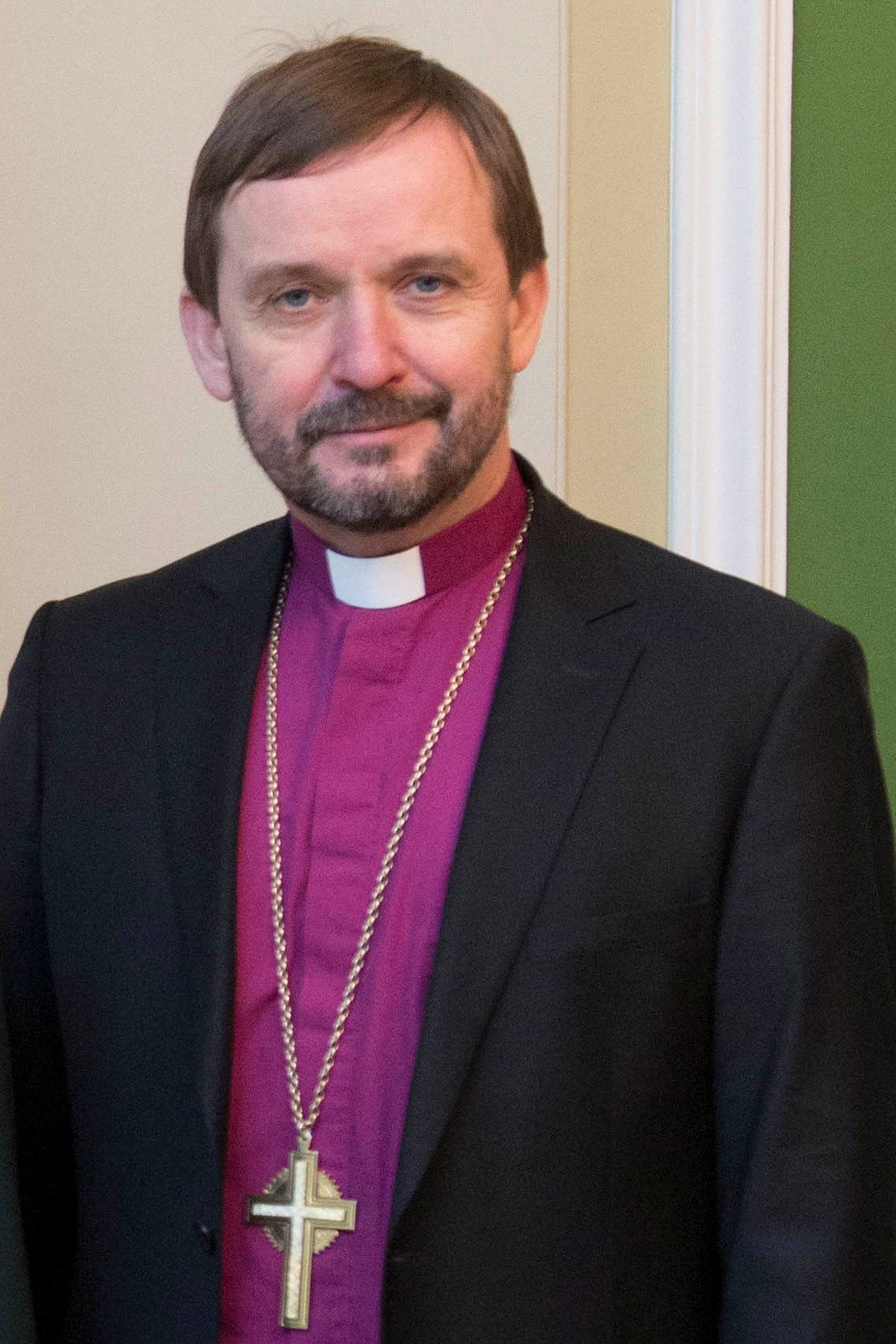
Erzbischof Jānis Vanags (2015)

Jānis Vanags (* 25. Mai 1958 in Liepāja) ist Erzbischof der Evangelisch-Lutherischen Kirche Lettlands (lettisch: Latvijas Evaņģēliski luteriskā baznīca, LELB), die zum Lutherischen Weltbund und zum Internationalen Lutherischen Rat gehört.

## Biographie
Nach der Schulzeit studierte Jānis Vanags von 1976 bis 1982 Chemie an der Universität Lettlands und von 1984 bis 1989 am theologischen Seminar der Evangelisch-Lutherischen Kirche Lettlands in Riga. Von 1982 bis 1985 arbeitete er als Chemielehrer an der Vilis Lācis-Schule (Rīgas 31. vidusskolā). Am 1. Dezember 1985 wurde er ordiniert. Die Synode der LELB wählte ihn am 26. Januar 1993 zum Erzbischof. Die Bischofsweihe spendete ihm Henrik Svenungsson, Bischof von Stockholm am 29. August 1993.

## Amtsführung
In Vanags’ Amtszeit fiel die Reorganisation der Lutherischen Kirche Lettlands nach dem Zerfall der Sowjetunion. Neben der Rückgabe von Kirchengebäuden und deren Instandsetzung verfolgt Erzbischof Vanags einen konfessionell lutherischen Kurs seiner Kirche. Dies zeigt sich unter anderem an der Rücknahme der Frauenordination. Mit der Wahl zum Erzbischof verwarf er die Ordination von Frauen mit der Begründung, sie sei mit der Bibel und den lutherischen Bekenntnisschriften nicht im Einklang und widerspreche diesen. Nach der Rücknahme der Frauenordination wurden Geldmittel seitens der lutherischen Landeskirchen in Deutschland gekürzt. Vanags unterhält enge Kontakte zur Lutherischen Kirche Missouri-Synode und zur Selbständigen Evangelisch-Lutherischen Kirche (SELK). Zwischen der Evangelisch-Lutherischen Kirche Lettlands und der Missouri-Synode sowie der SELK wurde die volle Kirchen- und Abendmahlsgemeinschaft festgestellt.
Am 29. August 2025 wird Jānis Vanags sein Amt an seinen Nachfolger, Rinalds Grants, übergeben, den die Synode der LELB am 7. Juni 2025 zum neuen Erzbischof gewählt hatte.

## Kritik
In den liberalen Kirchen des Lutherischen Weltbunds (beispielsweise EKD-Landeskirchen, Schwedische Kirche, Dänische Volkskirche) ist Vanags unbeliebt, da er sich deutlich gegen die Ordination von Frauen sowie die im Westen vorherrschende liberale Theologie vor allem gegenüber homosexuellen Menschen und im Blick auf deren Integration im kirchlichen Dienst ausgesprochen hat. Vanags wies diese Kritik mit dem Hinweis zurück, dass die Lutherische Kirche Lettlands unabhängig sei und ihre Angelegenheiten selbst regele.

## Ehrungen
- 1997: Ehrendoktor des Concordia Theological Seminary in Fort Wayne (USA)
- 1998: Großoffizier des Drei-Sterne-Ordens
- 2006: Orden des Marienland-Kreuzes der Republik Estland